# Lazard
Lazard Ltd是一家注册在百慕大群岛的投资银行，主要经营個人、公司财务和资产管理业务。
拉扎德公司由亞歷山大·拉扎德（Alexandre Lazard）、埃利·拉扎爾（Elie Lazard）和西蒙·拉扎德（Simon Lazard）兄弟三人於1848年創立。開始在新奧爾良經營紡織品業務，逐漸轉向銀行及外匯業務。
拉扎德兄弟故去後，接班人為其表親一脈的亞歷山大·韋爾（Alexandre Weill）、大衛·大衛-韋爾（David David-Weill）、皮埃爾·大衛-韋爾（Pierre David-Weill）、米歇爾·大衛-韋爾（Michel David-Weill）。

## 历史

### 早年经历
1848年7月12日，亚历山大·拉扎德、埃利·拉扎德和西蒙·拉扎德三兄弟在路易斯安那州新奥尔良市成立了拉扎德兄弟公司，作为一家干货商铺。到1851年，西蒙和另外两个兄弟，莫里斯和埃利，都搬到了加利福尼亚州的旧金山，而亚历山大则搬到了纽约。拉扎德兄弟公司开始为参与加利福尼亚淘金热的矿工服务，并很快扩展到银行和外汇领域。
1854年，亚历山大-拉扎德搬到了法国巴黎，在那里开设了一个办事处以补充美国的业务。该公司开始为法国政府提供黄金购买方面的建议。1870年，该公司继续扩大其国际业务，在伦敦也开设了一个办事处。
Lazard Freres这个名字在法语中是“拉扎德兄弟”的意思。它指的是拉扎德兄弟组成的协会，在全世界范围内设有办事处和投资的各种金融服务机构。

### 拉扎德的三家公司
在19世纪末和20世纪初，公司在美国、法国和英国发展成三个 "拉扎德之家"，分别管理，但又相互联合。拉扎德的合伙人为客户提供金融事务方面的建议，并建立了一个跨国界的商业和政府高层关系网络。著名的金融顾问乔治-布卢门撒尔（George Blumenthal）作为拉扎德兄弟公司美国分公司的负责人而崭露头角，并曾是拉扎德兄弟公司在法国的合伙人[3] 。
在二战后的经济繁荣时期，拉扎德公司的美国业务在金融家安德烈-迈耶的领导下大幅扩张。梅耶和拉扎德的合伙人费利克斯·罗哈廷（Felix Rohatyn）被认为几乎发明了现代并购（M&A）市场[4] 。
1953年，拉扎德投资有限公司在伦敦开始了资产管理业务，这就是今天的拉扎德资产管理公司的起源。

## 一个统一的公司
1977年，随着梅耶尔的健康状况开始恶化，该公司开始由米歇尔-大卫-威尔控制。在他的领导下，拉扎德的三家公司于2000年正式合并为拉扎德有限责任公司[6] 。
2002年，大卫-威尔聘请布鲁斯·沃瑟斯坦担任CEO。2005年，拉扎德成为一家上市公司，其近三分之二的股份由现任和前任员工拥有。瓦瑟斯坦成为其第一任主席和首席执行官。在首次公开募股（IPO）中，拉扎德分拆了其经纪-交易商业务-拉扎德资本市场。
在沃瑟斯坦于2009年去世后，拉扎德的董事会选举肯尼思-M-雅各布斯为主席和首席执行官。